# Louis Malassis
Pour les articles homonymes, voir Malassis.
Louis Malassis, né le 4 septembre 1918 à Saint-Hilaire-des-Landes et mort le 10 décembre 2007 à Montferrier-sur-Lez, est un ingénieur agricole et professeur français.

## Biographie
Louis Malassis est né à Saint-Hilaire-des-Landes en 1918. Il a commencé ses études d'agriculture à l'École pratique d'agriculture des Trois-Croix de 1931 à 1935. Puis, diplômé de l'École nationale d’agriculture de Rennes, il commence par être ingénieur puis professeur d’économie rurale en 1945. Il obtient un doctorat en sciences économiques à l’université de Rennes. Étant un des principaux conseillers de l'INRA en matière de sciences économiques, il a été directeur général au ministère de l’Agriculture et consultant de l’OCDE, de l’UNESCO et de la FAO. Il était spécialiste de l'économie rurale et mondialement reconnu. Il est l’auteur de plusieurs livres sur l’économie agro-alimentaire dont il a introduit l'expression. 
Il a fondé le projet Agropolis International en 1986 puis Agropolis Museum en 1992. Il fonde l'association "Paroles de paysans du monde" en 2005. 
Il est décédé à Montpellier le 10 décembre 2007.
Un prix littéraire pour récompenser des publications témoignant de la vie paysanne et un prix jeune chercheur portant son nom ont été créés. Il est décerné tous les deux ans par Agropolis Fondation,.

## Décoration
- Chevalier de l'ordre de l'Économie nationale (1955)[11]

## Ouvrages
- Nourrir les hommes, Paris, Flammarion, coll. « Dominos », 1993 (ISBN 2-08-035171-0)
- La longue marche des paysans français, Paris, Fayard, 2001 (ISBN 2213609608).
- L'épopée inachevée des paysans du monde, Paris, Fayard, 2004 (ISBN 9782213619439).
- Ils vous nourriront tous, les paysans du monde, si..., Montpellier, Paris, Centre de coopération internationale en recherche agronomique pour le développement Institut national de la recherche agronomique, 2006 (ISBN 9782738012302).